# Bacillus subtilis
Bacillus subtilis es una bacteria Gram positiva, catalasa-positiva, aerobio comúnmente encontrada en el suelo. Miembro del género Bacillus, B. subtilis tiene la habilidad para formar una resistente endospora protectora, permitiéndole tolerar condiciones ambientalmente extremas.
Dentro de esta especie destaca el Bacillus subtilis var. Natto, utilizado en la industria alimenticia para preparar el alimento fermentado conocido como Natto.

## Características
B. subtilis es ubicuo en el suelo y las plantas. También es una de las bacterias que son transportadas y esparcidas por el aire.
Es un bacilo Gram positivo aerobio con un tamaño de 0,7-0,8 × 2-3 µm. Es un organismo mesófilo y tiene una temperatura óptima de crecimiento de 25-35 °C.
B. subtilis puede dividirse simétricamente para producir dos células hijas (fisión binaria), o asimétricamente, produciendo una sola endospora que puede permanecer viable durante décadas; ya que presentan una gran durabilidad y resistencia contra diversas tensiones ambientales y el hambre. Otro mecanismo de resistencia es la capacidad de transformarse mediante la incorporación de ADN extraño y la recombinación homóloga con el propio genoma (competencia natural). Se necesita mucho tiempo para que se desarrollen estos mecanismos de resistencia. B. subtilis tiene mecanismos de respuesta al estrés ambiental como el factor sigma de estrés para responder rápida y oportunamente al estrés ambiental. Este mecanismo de respuesta los hace resistentes a la exposición al calor, ácidos, bases, etanol, etc., así como a la inanición por falta de glucosa y fosfato.
Debido a que B. subtilis se caracteriza por ser un microorganismo muy resistente, cuando la paja y otras hierbas marchitas (especialmente los tallos y hojas marchitas de las hierbas que se usan a menudo) se sumergen en agua y se hierven, la mayoría de los microorganismos mueren por el calor, pero las esporas de B. subtilis' tienen una alta resistencia al tratamiento térmico. Si después de este tratamiento se deja reposar el exudado , las esporas germinan y 'B. subtilis domina y se propaga. Dado que B. subtilis es aeróbico , prolifera en la superficie líquida del exudado y, a menudo, forma una biopelícula para cubrir la superficie líquida. Este fenómeno fue descubierto como una anomalía por John Tyndale después de que Louis Pasteur desmintiera la teoría de la generación espontánea de microorganismos en sus experimentos con matraces de cuello de cisne.
A partir de estas características es posible aislar B. subtilis del entorno natural utilizando esta propiedad. El plato japonés natto se prepara tradicionalmente aislando B. subtilis de la paja de arroz; envolviendo soja cocida  y cocinada al vapor o hervida junto a la paja de arroz. 
Después de la ebullición las esporas del natto sobreviven. Si el exudado en el que ha crecido el B. subtilis se deja toda la noche y se vuelve a hervir, la mayor parte del B. subtilis crece como células normales en lugar de como esporas, y de esta firma la esterilización por calor es posible. Este método de esterilización se llama esterilización intermitente . Por lo general, la ebullición se repite tres veces con una noche de reposo entre cada una. Además, la esterilización en autoclave (121 °C, 2 atm, 15 minutos o más), la esterilización por calor seco (180 °C, 30 minutos o más, etc.).

## Patogénesis
B. subtilis no es considerado patógeno humano; sin embargo puede contaminar los alimentos, pero raramente causa intoxicación alimenticia. Sus esporas pueden sobrevivir la calefacción extrema que a menudo es usada para cocinar el alimento, y es responsable de causar la fibrosidad en el pan estropeado.

## Utilidad de B. subtilis
Algunas variedades de B. subtilis también tienen aplicaciones comerciales:
- Una variedad de B. subtilis antes conocido como Bacillus natto es usada en la producción comercial del manjar japonés Nattō.
- B. subtilis QST 713 (comercializado como QST 713 o Serenade) tiene una actividad fungicida natural, y es empleado como un agente de control biológico.
- Las enzimas producidas por B. subtilis popoy B. licheniformis son usadas extensamente como aditivos en detergentes de lavandería.
- B. subtilis pBE2C1 and B. subtilis pBE2C1AB Son usados en la producción de polihidroxialcanoatos (PHA) a partir de desechos de malta como fuente de bajo costo para la producción de PHA

## B. subtiliscomo un organismo modelo
B. subtilis se ha mostrado muy manejable para la manipulación genética, y se ha hecho, por lo tanto, extensamente adoptado como un organismo modelo para estudios de laboratorio, sobre todo de esporulación, que es un ejemplo simplificado de la diferenciación celular. En términos de popularidad como un organismo modelo de laboratorio B. subtilis a menudo es usado como el equivalente Gram positivo de Escherichia coli, un bacilo Gram negativo estudiado extensivamente.
B. subtilis es una bacteria gram-positiva muy útil en protocolos de manipulación genética como es en el caso de la experimentación con uracilo y con enzimas dutt y dump.

## Galería

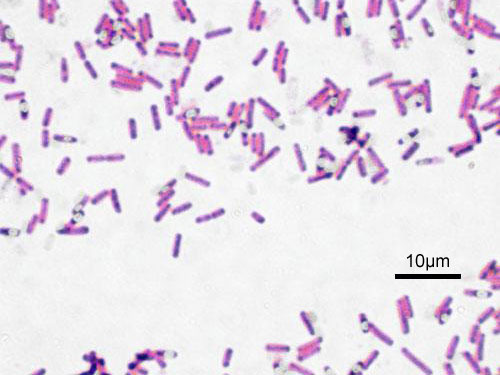
Imagen microscópica de Bacillus subtilis (ATCC 6633). Tinción de Gram, ampliación: 1.000. Las estructuras ovaladas no teñidas son esporas.
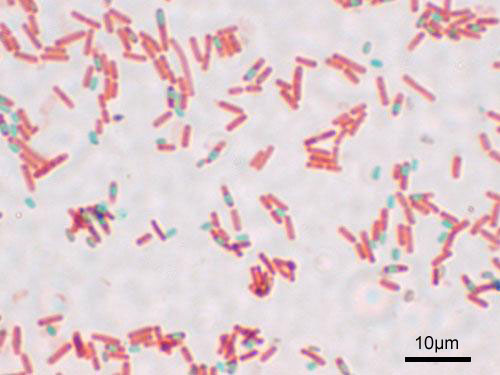
Imagen microscópica de la formación de esporas bacterianas de Bacillus subtilis (ATCC 6633) Coloración de esporas, ampliación: 1.000. (verde) esporas, (rojo) estado vegetativo.

## Bases de datos acerca deB. subtilis
- SubtiWiki: Este wiki contiene entradas para todos los genes de B. subtilis. Resume para cada gen las propiedades bioquímicas más relevantes, informaciones acerca del gen, de la proteína que produce, como está regulada su expresión y otra información de interés para investigadores de esta bacteria. SubtiWiki
- DBTBS: Esta es una base de datos con información acerca de la regulación de los genes en Ola ola